# Umm Qais
Umm Qais (em árabe: م قيس‎) é uma cidade na Jordânia localizada no sítio das ruínas da cidade romano-helenística de Gadara (em hebraico:  גדרה‎ - gad´a-ra ou גדר - ga-der), (em grego:  Γάδαρα, transl. Gádara).
Gadara era uma das dez cidades autônomas da Decápole situadas a sudeste do mar da Galileia e que eram habitadas predominantemente por não judeus na época de Jesus. Era também o nome de uma região gentílica que correspondia à localização da cidade. Ela era habitada por nobres, sendo assim uma cidade rica e luxuosa.
Nessa cidade ocorreu um dos milagres de Jesus: a expulsão dos demônios de um habitante gadareno.

## História
O nome atual e mais utilizado, Umm Qais, é um termo Árabe que significa "A Mãe de Qais", com uma modificação de ortografia e pronúncia do nome romano Caius. O antigo nome Gádara aparenta ser semítico. Provavelmente é derivado do termo hebraico gader (גדר), que significa "cercado" ou "fronteira".